# Saint-Denis (Réunion)
Saint-Denis je glavni i najveći grad francuskog prekomorskog departmana u Indijskom oceanu, Reuniona. Najveće je naselje u francuskim prekomorskim departmanima. Po popisu stanovništva iz 2008. ima 144 238 stanovnika. Grad je 1699. godine osnovao prvi reunionski guverner Étienne Regnault, a glavni grad otoka postao je 1738. godine.

## Gradske četvrti
Grad ima brojne četvrti:
Le Barachois, Bellepierre, Bois-de-Nèfles, La Bretagne (Le Cerf), Le Brûlé, Les Camélias, Centre-ville, Champ-Fleuri, La Montagne (Le Colorado, Ruisseau Blanc, Saint-Bernard), Montgaillard, La Providence, La Rivière Saint-Denis (La Redoute), Ruisseau des Noirs, Saint-François, Saint-Jacques, Sainte-Clotilde (Le Butor, Le Chaudron, Commune Prima, Domenjod, Le Moufia), La Source, La Trinité, Vauban

## Gospodarstvo
IBM ima poslovnicu u Saint-Denisu.

## Obrazovanje
Postoji Sveučilište otoka. Postoje pripremni razredi u srednjoj školi Bellepierre (ekonomija), Leconte de Lisle (znanstveni i književni) i Lislet-Geoffroy (tehnologija).

## Kultura
U središtu grada je „Državni vrt“ (Jardin de l´Etat), egzotični park s fontanama, palmama i velikim prirodoslovnim muzejem. Džamija Nur-e-Islam u Saint-Denisu je u dobu kad je izgrađena (1905.) bila najveća džamija Francuske. U gradu su zastupljene i druge religije, pa postoje i crkve i hinduistički hramovi.  Hoteli u gradu su Mercure Creolia Hotel, Austral Hotel i Best Western. Osim Državnog vrta, gradske znamenitosti su i Léon Dierx Museum (umjetnička galerija i muzej), Le Barachois (park uz obalu) i La Roche Écrite (vidikovac 15 km južno od grada, pruža se pogled na cijeli grad). 
U Saint-Denisu se 1888. rodio francuski avijatičar Roland Garros. Njegovo ime nosi zračna luka.

## Poznati stanovnici Saint-Denisa
Osuđen na izgnanstvo u Reunion, marokanska Rais Abd el-Krim živio nekoliko godina u Saint-Denis od 1926.
- François Gédéon Bailly de Monthion(1776-1850), general bojnik čije ime na Slavoluk pobjede u Parizu
- Roland Garros (1888-1918), francuski avijatičar
- Jean-Henri Azéma (1913-2000), pjesnik
- Raymond Barre (1924-2007), političar
- Daniel Narcisse (1979), Međunarodni rukometni

## Gradovi prijatelji
- Metz
- Nica
- Tangier
- Charleroi
- Taiyuan

## Vanjske poveznice
- Službena stranica  Arhivirana inačica izvorne stranice od 12. ožujka 2017. (Wayback Machine)
- Službena stranica lokalnog turističkog ureda